# Star Wars 1313
Star Wars 1313 es un videojuego cancelado de acción-aventura en tercera persona que estaba siendo desarrollado e iba a ser publicado por LucasArts.
Inspirado en la saga de Star Wars, hubiera seguido la historia de un humano cazarrecompensas por su viaje en el Nivel 1313, una metrópolis subterránea dentro del planeta Coruscant, mientras trataba de descubrir la verdad que rodea a una conspiración criminal.
El juego habría tenido una mayor madurez en comparación con los anteriores juegos de Star Wars y un ritmo más rápido, con artilugios y armas de combate basadas en el uso de herramientas exclusivas para cazarrecompensas en vez de La Fuerza y el combate con sable de luz. El Nivel 1313 era descrito por sus productores como el lugar "más peligroso de la Galaxia (de Star Wars)". "Un hogar de delincuentes, frío, oscuro, dejado y sucio. En definitiva, era el infierno de Star Wars".
No se llegó a conocer la fecha exacta de su lanzamiento, pero iba a ser lanzado para Xbox One, Windows y PlayStation 4.
El juego iba a funcionar con el novedoso motor Unreal Engine 3. De hecho, los primeros vídeos presentaron una calidad gráfica tan alta que incluso se rumoreó que se presentaría para una nueva generación de consolas.
Su primer tráiler se presentó oficialmente (junto con el videojuego) en el Gamescom de 2012. Posteriormente, se presentó otro tráiler en el festival E3.
El 3 de abril de 2013, Disney anunció el cierre de LucasArts, el despido de sus empleados y la cancelación de todos sus proyectos, incluido Star Wars 1313. Más tarde fueron revelados algunos de los detalles del videojuego, incluido el hecho de que el protagonista iba a ser en realidad el icónico mercenario de la saga Boba Fett, habiendo utilizado los diseñadores un "personaje falso" en el tráiler de 2012 para que su identidad fuera una sorpresa. Otros detalles filtrados del videojuego revelaban nuevas ubicaciones (Tatooine y el Nivel 1314, una zona industrial totalmente abandonada), arte conceptual y detalles sobre la trama.